# 曾我時致
曾我 時致（そが ときむね）は、鎌倉時代初期の武士。曾我兄弟の仇討ちで知られる。曽我五郎、曽我時宗とも。

## 生涯
安元2年（1176年）、3歳の時、実父・河津祐泰が所領相続をめぐって揉めていた同族の工藤祐経に暗殺される。その後、母（満功御前）が兄と自身を連れ相模国曾我荘（現神奈川県小田原市）の領主・曾我祐信に再嫁する。兄・祐成は元服後に曽我の家督を継いだ。ただし『吾妻鏡』では、祐信には先妻との間に実子の祐綱がおり、彼が家督を継いでいる。建久元年（1190年）9月7日、北条時政を烏帽子親として元服、その偏諱を賜って時致と名乗ったとされ、その後は時政の庇護の下にあったという。曾我兄弟は厳しい生活のなかで成長し、雁の群れに亡き父を慕ったと伝えられる。

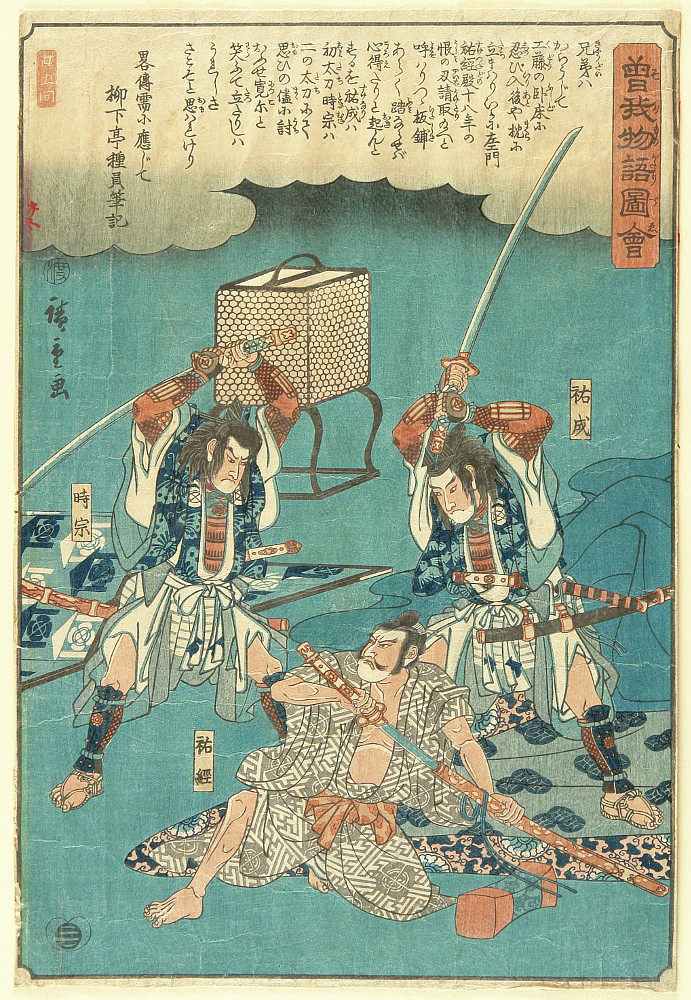
曽我兄弟の仇討ち（歌川広重画）

建久4年（1193年）5月、時致は兄・祐成と共に源頼朝が開催した富士の巻狩りに参加した。同月28日、曾我兄弟の仇討ち事件は富士の巻狩り最後の夜に起きた。『吾妻鑑』28日条には「曽我十郎祐成・同五郎時致、富士野の神野の御旅館に推參致し工藤左衛門尉祐経を殺戮す」とあり、曽我兄弟は富士野の神野の御旅館におしかけて工藤祐経を討った。このとき酒の相手をしていた王藤内も討たれた。傍に居た手越宿と黄瀬川宿の遊女は悲鳴を上げ、この一大事に現場は大騒動となった。この後、祐成は駆けつけた仁田忠常に討たれるが、時致は頼朝の御前を目指して、向かってきた武士たちをことごとく倒して頼朝の宿所に押し入った。しかし、頼朝の宿所の中にいた御所五郎丸は時致の身を一人で取り押さえた。仇討ちの翌日である29日に頼朝は時致の尋問を行い、有力御家人らがそれに同席し、その他多くの者も群参した。尋問を終えた頼朝は時致の勇姿から宥免を提案するが、祐経の子である犬房丸の訴えにより同日梟首された。

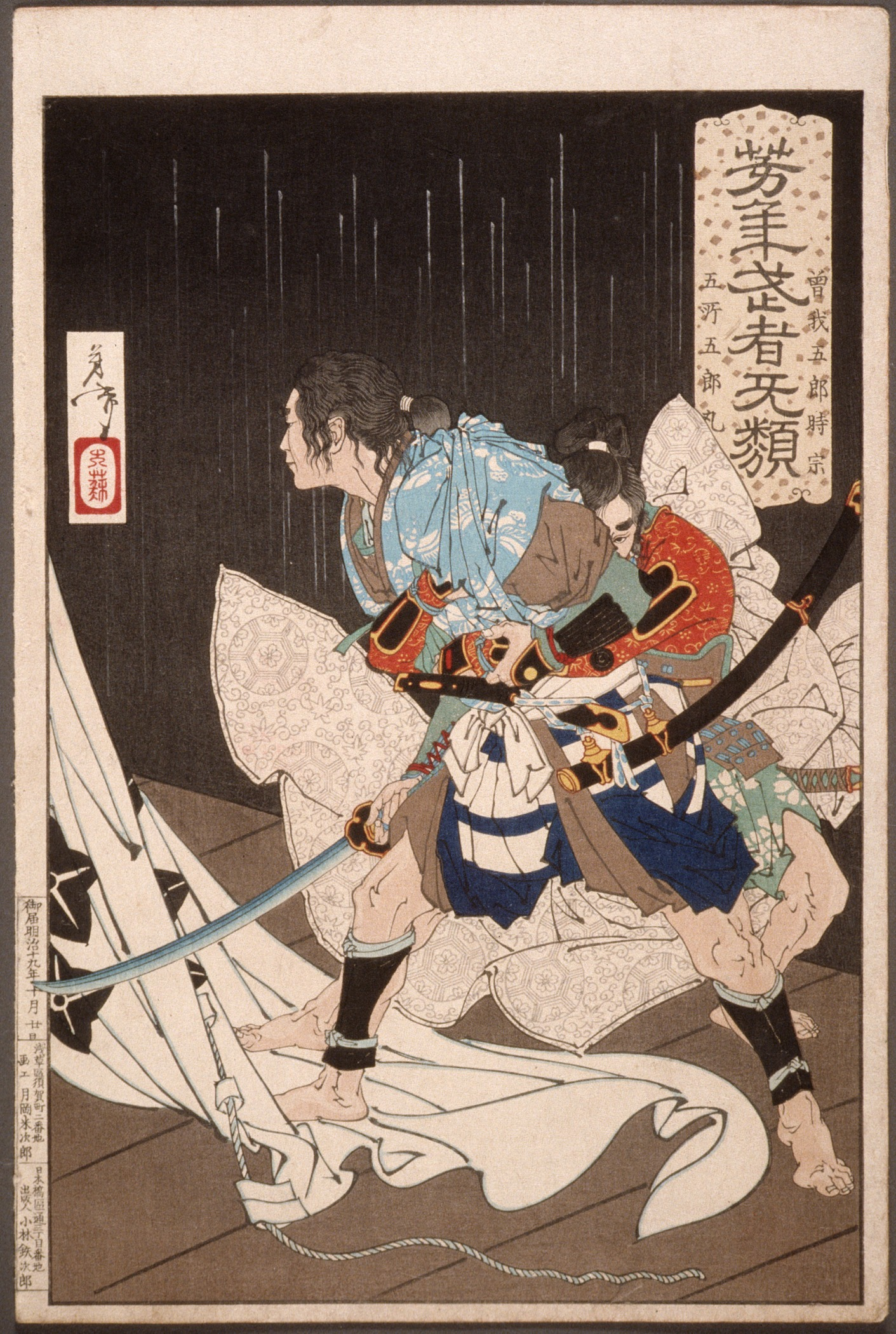
源頼朝の宿所を襲撃する時致の腰を背後から掴む五所五郎丸の図。（月岡芳年画）

その後、出家して律師と号していた時致らの末弟が兄たちに連座して鎌倉へ呼び出され甘縄で自害し、時致らの同腹の兄弟（異父兄弟）である原小次郎（北条本『吾妻鏡』や『曽我物語』では「京の小次郎」）がこの事件に連動して失脚した源範頼の縁座として処刑されている。

## 系譜
曾我氏は、桓武平氏千葉氏の支流であり、曾我祐家が相模国曾我荘（現神奈川県小田原市周辺）を本拠として曾我氏と称したのに始まる。
曾我兄弟の子孫は、室町時代に足利将軍家の奉公衆となり室町幕府に仕えた。足利義昭の近習に曽我晴助がいる。
- 実父：河津祐泰
- 養父：曾我祐信
- 母：満功御前（横山時重の娘）
- 兄弟：
  - 曾我祐成
  - 原小次郎
  - 律師
- 養兄弟：曾我祐綱
- 妾：虎御前
  - 男子：河津信之？

横須賀市にある乗誓寺の伝承によると、曾我時致と虎御前の間には河津三郎信之という子があり、源実朝に仕え多くの武功を残した。その恩賞として平塚の地を賜ったが、同族の宿縁と積年の仇敵を恐れて、出家して名を了源と改め、安貞元年（1227年）平塚の地に一宇を建立し、親鸞直筆の十字尊号を本尊として迎え、阿弥陀寺を開いたという。

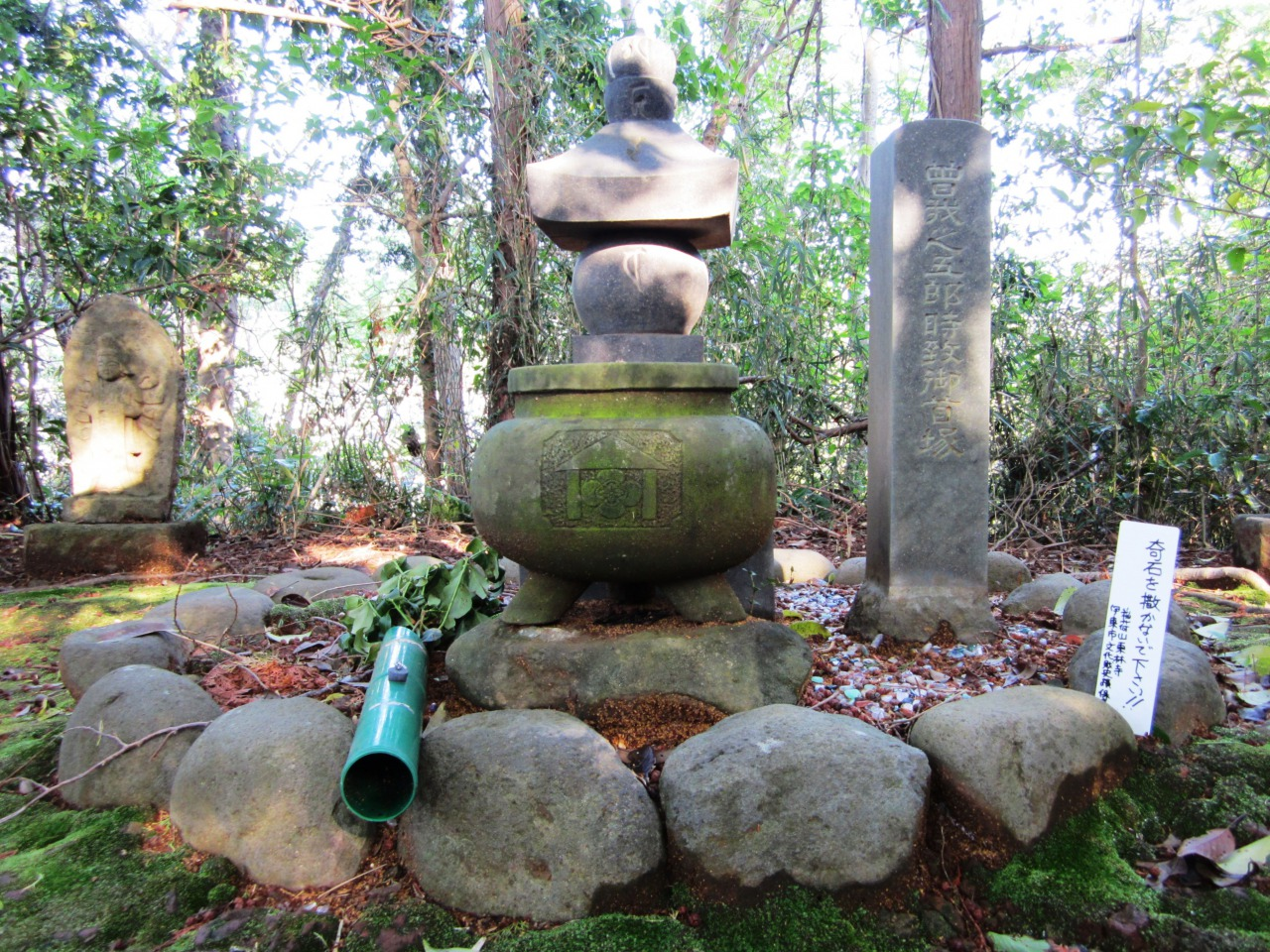
曾我五郎首塚（静岡県伊東市馬場町）

## 北条時政黒幕説
歴史学者の三浦周行が大正期に北条時政黒幕説を唱え、それ以来学界に大きな影響を与えてきた。『吾妻鏡』や『曽我物語』では時致が工藤祐経を討った後に源頼朝をも襲っており、これが北条時政の暗躍によるものとする解釈である。時政は事前に駿河国に入国し準備を行っており、頼朝が富士野に到着した際もあらかじめ参上しており、この説に説得力をもたらした。またそれ以前より時政と兄弟は縁があり、兄の祐成が弟である筥王（曾我時致）を連れ時政の屋形を訪れ、時政を烏帽子親として元服している。従来より面識のあった時政が兄弟を頼朝襲撃へと誘導したとする見方が現在でも多い。
一方で、頼朝と時政は頼家の擁立で利害が一致しており、時政に頼朝を襲うほどの動機はないし、事件後も頼朝と時政の間に懸隔は見られない。頼家の晴れの舞台で時政が殺人を仕組むとは考え難く、また祐成を討ったのは時政の側近の仁田忠常であり、祐成は時政を狙った可能性が高く、兄弟は時政の統制を逸脱した行動をとっているとして、時政黒幕説を疑問視する見方もある。
また、伊東祐親は工藤祐経に襲撃される直前に自分の外孫にあたる頼朝の長男・千鶴丸（千鶴御前）を殺害しており、工藤祐経による伊東祐親父子襲撃そのものに息子を殺された頼朝による報復の要素があり、曾我兄弟も工藤祐経による伊東父子襲撃の背後に頼朝がいたことを知っていたとする説もある。

## 文化において

### 演劇
曾我時致は、能や歌舞伎、組踊の曽我兄弟の仇討ちを主題とする『曽我もの』に登場する。
- 歌舞伎狂言『曽我狂言』は、曾我兄弟の仇討ちを主題とする[13]。
- 歌舞伎狂言『曽我綉侠御所染』は、曾我兄弟と主人公の御所五郎蔵を主題とする[14]。

### 浮世絵
曾我時致は浮世絵の画題の一つである。以下は、曾我時致が描かれた浮世絵である。
- 『曽我五郎と御所五郎丸』東洲斎写楽、1794年。
- 『春英 武者絵 曽我五郎時宗 御所之五郎丸』勝川春英、1798年。
- 『曽我五郎時宗 御所五郎丸重宗 十番切』歌川国貞、1820年代。
- 『武英猛勇鏡』歌川国芳、1836年。
- 『冨士裾野曽我兄弟本望遂圖』歌川国芳、1843-1847年。
- 『曽我物語図絵』歌川広重、1844年。
- 『右大将頼朝 北條時政 畠山重忠 御所五郎丸 五郎時宗』歌川国貞、1851年。
- 『曽我五郎時宗 御所五郎丸 高麗之助広次』歌川国貞、1851年。
- 『曽我五郎・曽我十郎』歌川国貞、1860年。
- 『今様擬源氏 廿四 胡蝶 御所五郎丸宗重 曽我五郎時致』落合芳幾、1864年。
- 『曽我五郎と曽我十郎』月岡芳年、1876-1882年。
- 『雨後の山月 時致』月岡芳年、 1885年。
- 『曽我五郎時宗、五所五郎丸』月岡芳年、1886年。
- 『英名武者鑑 御所五郎丸 曽我五郎時宗』山田年忠。
- 『曽我物語之内』豊原周延。
- 『曽我五郎、御所五郎丸』勝川春章。

### 映画
- 『曾我兄弟狩場の曙』（1908年、演：中村雛助）
- 『曾我十番斬』（1916年、演：尾上英二郎）
- 『永禄曾我譚』（1917年、小林、演：市川蝠十郎）
- 『小袖曽我』（1920年、演：嵐笑三）
- 『夜討曽我』（1923年、帝キネ、演：実川延松）
- 『曽我』（1927年、演：明石緑郎）
- 『日活行進曲 曽我兄弟』（1929年、演：沢田清）
- 『夜討曽我』（1929年、マキノ、演：河津清三郎）
- 『仇討日本晴 孝の巻 曾我兄弟』（1931年、帝キネ、演：河津清三郎）
- 『富士の曙 少年曾我』（1940年、演：宮川敏子）
- 『曽我兄弟 富士の夜襲』（1956年、東映、監督：佐々木康、演：中村錦之助）

### テレビドラマ
- 『曾我兄弟』（1959年、日本テレビ、演：中村万之助）
- 『草燃える』（1979年、NHK大河ドラマ、演：原康義）
- 『鎌倉殿の13人』（2022年、NHK大河ドラマ、演：田中俊介）

### 小説
- 高橋直樹『天皇の刺客』（文庫題：『曾我兄弟の密命―天皇の刺客』）文藝春秋

### 漫画
- 湯口聖子 『夢語りシリーズ 天翔ける星』秋田書店

### 歌謡曲
- 長編歌謡浪曲曽我の討入り （三波春夫）

## 画像集
- 「曽我五郎と御所五郎丸」（写楽画）
- 「武英猛勇鏡」（歌川国芳画）
- 「曽我五郎・曽我十郎」（歌川国貞画）
- 曽我五郎と曽我十郎（月岡芳年画）